# Neoempheria glochis
Neoempheria glochis är en tvåvingeart som beskrevs av Coher 1959. Neoempheria glochis ingår i släktet Neoempheria och familjen svampmyggor. Inga underarter finns listade i Catalogue of Life.